# Ecapactla
Ecapactla är en ort i Mexiko.   Den ligger i kommunen Aquixtla och delstaten Puebla, i den sydöstra delen av landet, 130 km öster om huvudstaden Mexico City. Ecapactla ligger 2 589 meter över havet och antalet invånare är 167.
Terrängen runt Ecapactla är varierad. Ecapactla ligger uppe på en höjd. Runt Ecapactla är det ganska tätbefolkat, med 54 invånare per kvadratkilometer. Närmaste större samhälle är Zacatlán, 10,6 km norr om Ecapactla. I omgivningarna runt Ecapactla växer i huvudsak blandskog.